# Nova Lacerda
Nova Lacerda is een gemeente in de Braziliaanse deelstaat Mato Grosso. De gemeente telt 5.252 inwoners (schatting 2009).
De gemeente grenst aan Comodoro, Vila Bela da Santíssima Trindade, Conquista d'Oeste en Campos de Júlio.